# Diósberény, Tolna
Diósberény (în germană Berin) este un sat în districtul Tamás, județul Tolna, Ungaria, având o populație de 341 de locuitori (2011).

## Demografie
Componența etnică a satului Diósberény
     Maghiari (72,83%)
     Germani (25,53%)
     Romi (1,64%)
Componența confesională a satului Diósberény
     Romano-catolici (51,61%)
     Fără religie (25,22%)
     Reformați (7,62%)
     Luterani (1,17%)
     Necunoscută (13,49%)
     Greco-catolici (0,88%)
Conform recensământului din 2011, satul Diósberény avea 341 de locuitori. Din punct de vedere etnic, majoritatea locuitorilor (72,83%) erau maghiari, existând și minorități de germani (25,53%) și romi (1,64%).  Din punct de vedere confesional, majoritatea locuitorilor (51,61%) erau romano-catolici, existând și minorități de persoane fără religie (25,22%), reformați (7,62%) și luterani (1,17%). Pentru 13,49% din locuitori nu este cunoscută apartenența confesională.